# Николай Дубаров
Николай Дубаров е български художник. Работи основно в областта на витража и мозайката.

## Биография
Роден е в Бургас през 1955 г. Завършва Националната художествена академия, специалност „Монументални изкуства“. Автор е на много монументални произведения на територията на цяла България. Член е на Съюза на българските художници. Преподава в СОУ ”Св. св. Кирил и Методий”, гр. Бургас.